# Fallout 4
Fallout 4 je postapokalyptická sci-fi hra na hrdiny s otevřeným světem vyvinutá společností Bethesda Game Studios a distribuovaná Bethesda Softworks LLC. Jedná se o pátou hru v hlavní řadě série Fallout. Hra vyšla 10. listopadu 2015 pro Windows, PlayStation 4 a Xbox One.
Fallout 4 se odehrává v postapokalyptickém Bostonu a okolí zvaném Commonwealth v roce 2287, 10 let po událostech Falloutu 3 a 210 let po The Great War – velké válce, která způsobila katastrofickou nukleární devastaci napříč územím celých Spojených států amerických. Hráč převezme ovládání postavy zmíněné jako „Sole Survivor“ (jediný přeživší), která se probudila z kryogenního spánku v podzemním atomovém krytu Vault 111. Na začátku hry si hráč může zvolit, zda bude ovládat ženu, či muže. Poté, co je svědkem vraždy svého manžela/manželky a únosu syna, vydává se ho Sole Survivor do Commonwealthu zachránit a zároveň se pomstít.
Hráč postupně objevuje svět ovlivněný výbuchy jaderných zbraní a následnou radioaktivitou, plní nejrůznější úkoly, pomáhá frakcím (Brotherhood of steel, Institute, Railroad, Minuteman) a získává zkušenostní body (XP) potřebné k povýšení a zvýšení schopností postavy. Nově jsou v sérii možnosti jako rozvíjet a spravovat osady a systém, kdy materiály získané z prostředí mohou být použity k míchání lektvarů, výrobě lékárniček a výbušnin, upgradování zbraní a brnění a stavbě, vybavování nábytkem a zlepšování obydlí a i celých osad, aby mohly prosperovat. Fallout 4 je také první hrou v sérii, která představila plné hlasové možnosti protagonistů a oficiální podporu modifikací hry.
Hra získala pozitivní hodnocení kritiků za hloubku herního světa, svobodu hráče, herního obsahu a pozdějších rozšíření, craftování. Naopak negativní kritika se hlavně zaměřovala na grafické a technické nedostatky, všudypřítomné chyby ve hře a nízké kvality a kvantity obsahu některých dodatečně stažitelných doplňků.
Hra byla komerčním úspěchem, hned prvních 24 hodin po spuštění vydělala 750 milionů dolarů. Získala ceny Game of the Year a Best Game od Academy of Interactive Arts & Sciences a cenu British Academy Games Awards.
Bethesda vydala šest rozšíření s dodatečně stahovatelným obsahem, 3 z nich jsou pro osady (settlementy) a 3 další jsou Automatron, Far Harbor a Nuka-World.